# Baño turco de los hermanos Krsmanović
El baño turco de los hermanos Krsmanović se encuentra en la calle de Dušan, número 45a, en Belgrado, en el territorio de municipio de la ciudad Stari Grad. Cuenta con la catalogación de monumento cultural. El complejo del baño turco de los hermanos Krsmanović incluye el viejo baño turco, las bañeras, duchas y piscina. El complejo fue construido alrededor de la parte central del baño turco, entre los finales del siglo XIX hasta la mitad de la tercera década del siglo XX. Se menciona por primera vez en este lugar en el plan turco el año 1863 donde “El baño pequeño‟ fue anotado. En el centro se encuentran el baño circular y una pequeña piscina poligonal con agua fría. Las bases del área con la piscina circular y los canales debajo de la piscina son los restos de un baño turco más viejo.
El edificio del baño turco de los hermanos Krsmanović es diseñado al estilo de la arquitectura academicista. Fue concebido como un edificio de una sola planta con el enfatizado avant-corps lateral, que en la parte del cubierta termina con una balaustrado. En la parte central de la fachada simétrica se encuentra una entrada que termina en forma semicircular y es rematada por el frontón triangular. Las pilastras poco profundas con los capitel ornamentales separan las прозоре culminadas con los tímpano triangulares.